# Литовкин, Виктор Николаевич
Ви́ктор Никола́евич Лито́вкин (род. 26 апреля 1945, Троянов, Житомирский район, Житомирская область) — советский и российский журналист, военный обозреватель, сценарист, писатель. Полковник в отставке.

## Биография
Прослужил в армии более тридцати лет. Начинал рядовым солдатом, а завершил военную службу полковником. Окончил факультет журналистики Львовского высшего военно-политического училища, редакторское отделение военной академии в Москве.
Трудился в военных изданиях — с 1971 по 1976 год в газете «Ленинское знамя» Южной группы войск (Будапешт, Венгрия), с 1979 по 1989 год в журнале «Знаменосец» (орган Министерства обороны СССР). Затем в газетах «Известия» (с 1989 по 1999 год), «Общая газета» (с 1999 по 2002 год), в РИА Новости (с 2002 по 2007 год), с апреля 2007 года — заместитель ответственного редактора газеты  «Независимое военное обозрение», с февраля 2009 года ответственный редактор "Независимого военного обозрения", с февраля по август 2014 года руководил Редакцией военной информации ИТАР-ТАСС, с сентября 2014 — обозреватель одной из редакций ИТАР-ТАСС.
По заданию редакций работал на войне — Афганистан и Косово, практически во всех «горячих точках» на просторах СССР — Баку, Ереван, Абхазия, Приднестровье, Южная Осетия и в Чечне.
Автор нескольких книг и сценариев телевизионных фильмов. Лауреат различных премий. Автор документальной телевизионной серии «Русское оружие» на РТР.
Сын Дмитрий (1972—2022) также был военным журналистом.